# Saionji Sanehira
Saionji Sanehira (西園寺 実衡, também conhecido como Saionji naidaijin e Imade kawa, 1288 - 1326) foi um kuge (membro da Corte) que viveu no final do período Kamakura da história do Japão. Foi o filho mais velho de Kinhira. Alcançou o cargo de Naidaijin, e foi o nono líder do Ramo Saionji do Clã Fujiwara.

## Histórico
Em 6 de janeiro de 1289 Sanehira entra na Corte durante o governo do Imperador Fushimi, em  14 de agosto de 1292 recebe a classificação de Jugoi (funcionário da Corte de quinto escalão júnior). Em  06 de janeiro de 1294 sua classificação foi elevada a Shōgoi (funcionário de quinto escalão pleno). Em 4 de março de 1295 foi nomeado Jijū (moço de câmara). Em  5 de janeiro de 1296 se tornou Jushii (quarto escalão júnior), em 20 de março de 1297 foi realocado para o Konoefu (Guarda do Palácio), em 3 de outubro deste mesmo ano sua classificação é elevada para Shōshii (quarto escalão pleno). Em 25 de setembro de 1298 durante o governo do Imperador Go-Fushimi é nomeado Sakonoe no Chujo (Tenente dos Guardas do Palácio, Divisão Esquerda). Em 7 de janeiro de 1304 durante o governo do Imperador Go-Nijo é promovido a Jusanmi (terceiro escalão júnior), em 19 de fevereiro de 1309 durante o governo do Imperador Hanazono deixa as funções no Konoe e se torna Mino gonmori (guardião da Província de Mino) em 12 de junho deste ano sua classificação é elevada a Shōsanmi (terceiro escalão pleno) em 1 de setembro se torna Saemon no Kami (Guardião dos portões do palácio) e concomitantemente Kebiishi Betto (Chefe da Polícia Metropolitana). Em 23 de novembro novamente sua classificação é elevada desta vez a Junii (segundo escalão júnior). No dia 9 de junho de 1311 tornou-se Shōnii (segundo escalão pleno). E no dia 13 de março de 1315 Sanehira foi nomeado Chūnagon e em 12 de setembro de 1316 promovido a Dainagon. Em 7 de agosto de 1319 no governo do Imperador Go-Daigo Sanehira é nomeado Nakamiya Dayu (Chūgū Daibu, Chefe da criadagem da Imperatriz). Em 13 de janeiro de 1323 é nomeado Shōshō (Comandante da Ala Direita) do Konoefu. Em 27 de abril de 1324 é nomeado Naidaijin, cargo que ocupa até o final de novembro de 1326, poucos dias antes de falecer no dia 13 de dezembro.

## Kanto Mōshitsugi
O cargo de Kanto Mōshitsugi (embaixador do Shogunato Kamakura na Corte Imperial) se tornou hereditário do líder do ramo Saionji desde o tempo de Kintsune. Sanehira passa a ocupar o cargo em 1311 quando seu pai Kinhira entra para o monastério, mas renuncia ao cargo quando seu pai morreu em 1315, seu avô Sanekane retoma o cargo até 1322 quando vem a falecer, repassando para Kinmune após sua morte.